# Truro, Massachusetts
Truro är en kommun (town) i Barnstable County i delstaten Massachusetts, USA med cirka 2 087 invånare (2000). Truro består av två byar: Truro och North Truro och ligger cirka två timmar från Boston. Truro är en sommarort strax söder om den norra spetsen av Cape Cod. i ett område som kallas Lower Cape. Engelska kolonister döpte staden efter Truro i Cornwall, Storbritannien.